# Flayat
Flayat là một xã thuộc tỉnh Creuse trong vùng Nouvelle-Aquitaine miền trung nước Pháp. Xã này nằm ở khu vực có độ cao trung bình 735 mét trên mực nước biển.

## Dân số
| 1962                                                        | 1968 | 1975 | 1982 | 1990 | 1999 | 2006 |
| ----------------------------------------------------------- | ---- | ---- | ---- | ---- | ---- | ---- |
| 622                                                         | 533  | 489  | 447  | 364  | 380  | 349  |
| Số liệu điều tra dân số từ năm 1962 Dân số chỉ tính một lần |      |      |      |      |      |      |

## Địa điểm nổi bật
- Nhà thờ thế lỷ 16 St.Martin.
- Nhà thờ Salesses, từ thế kỷ 13.